# جهنده شطرنجی
جهنده شطرنجی یا جهنده قطبی (انگلیسی: Chequered skipper) گونه ای پروانه است که در خانواده پشیزبالان قرار دارد. طول بال این گونه ۲۹ تا ۳۱ میلیمتر است.

## نگارخانه

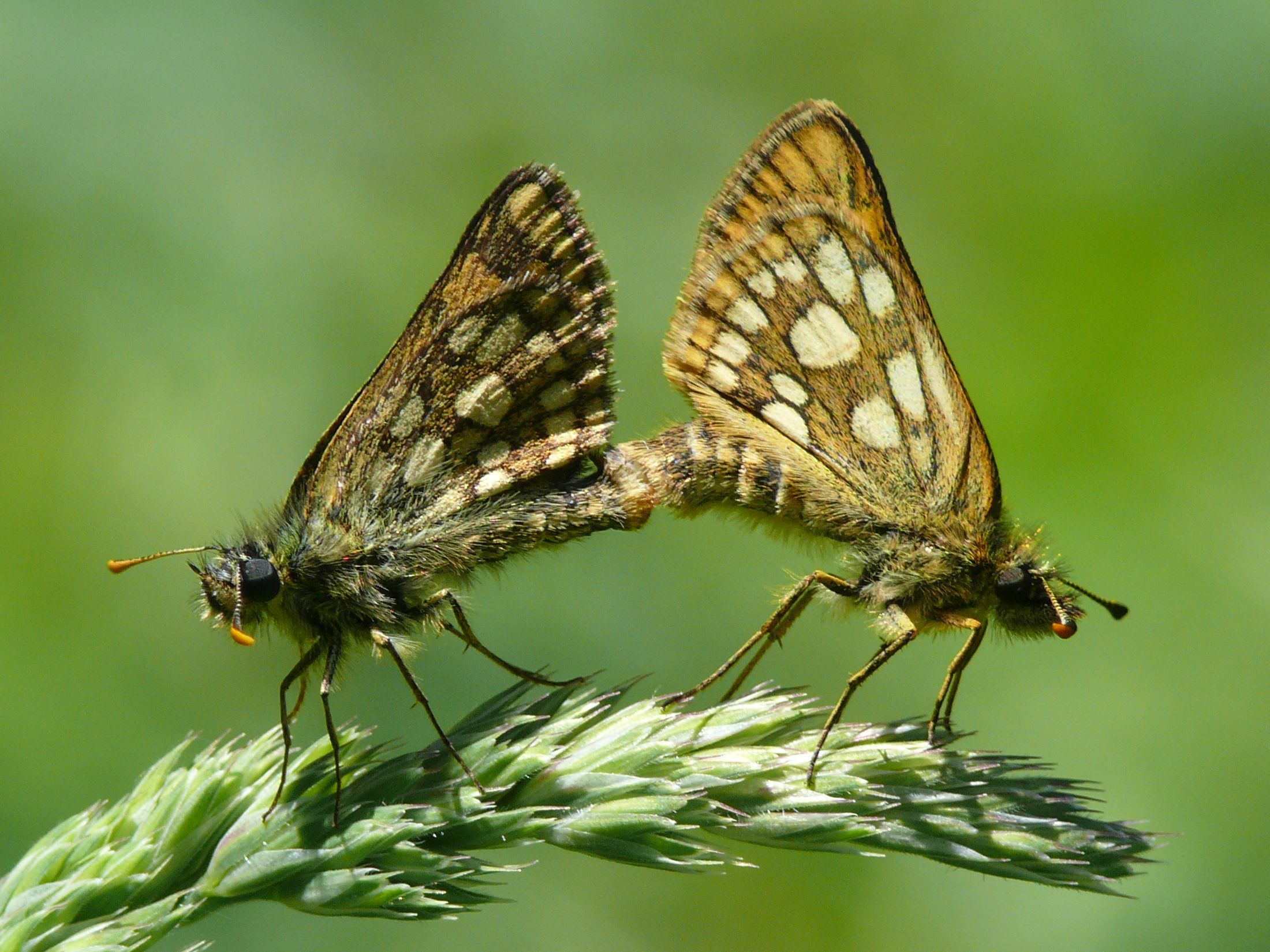
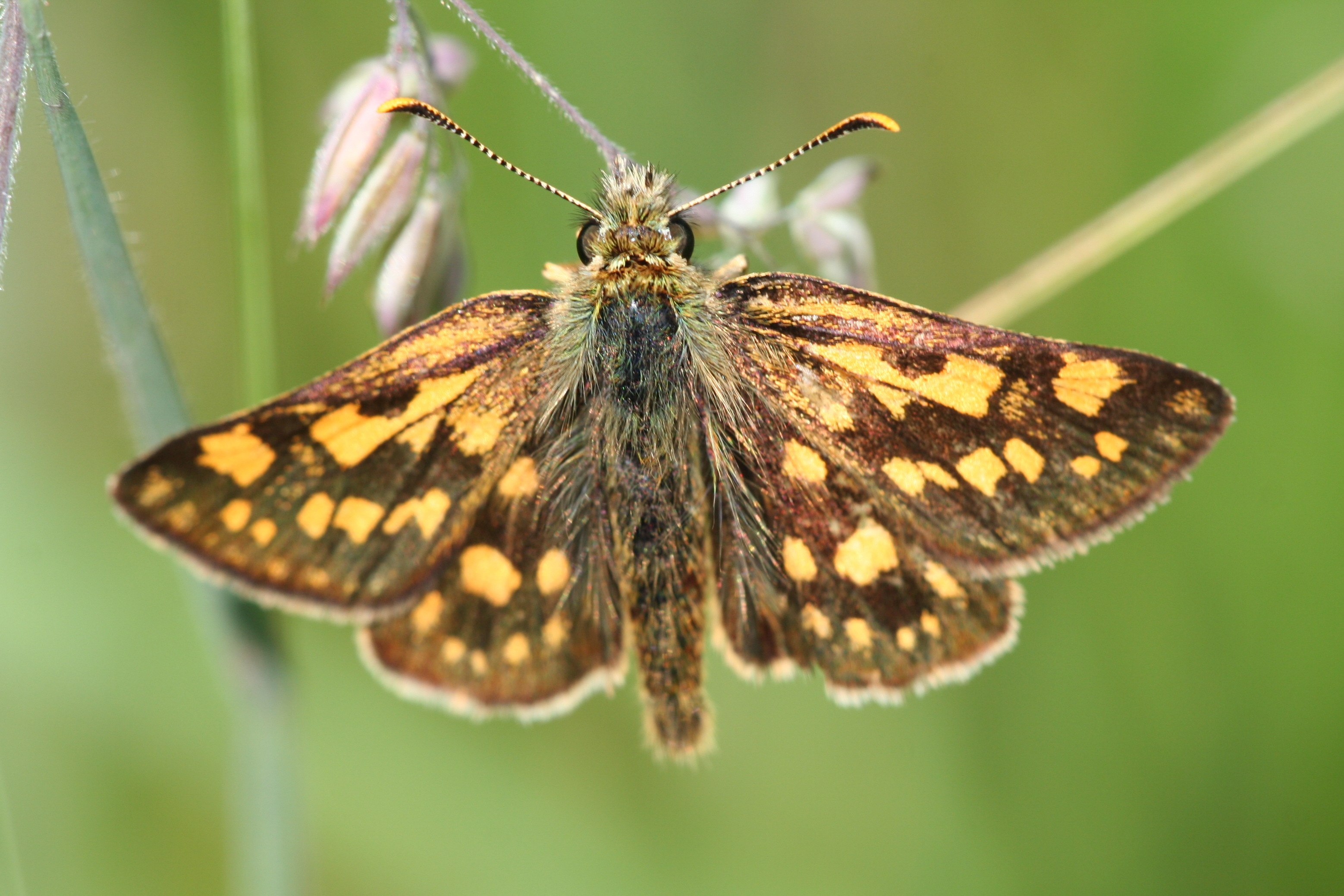
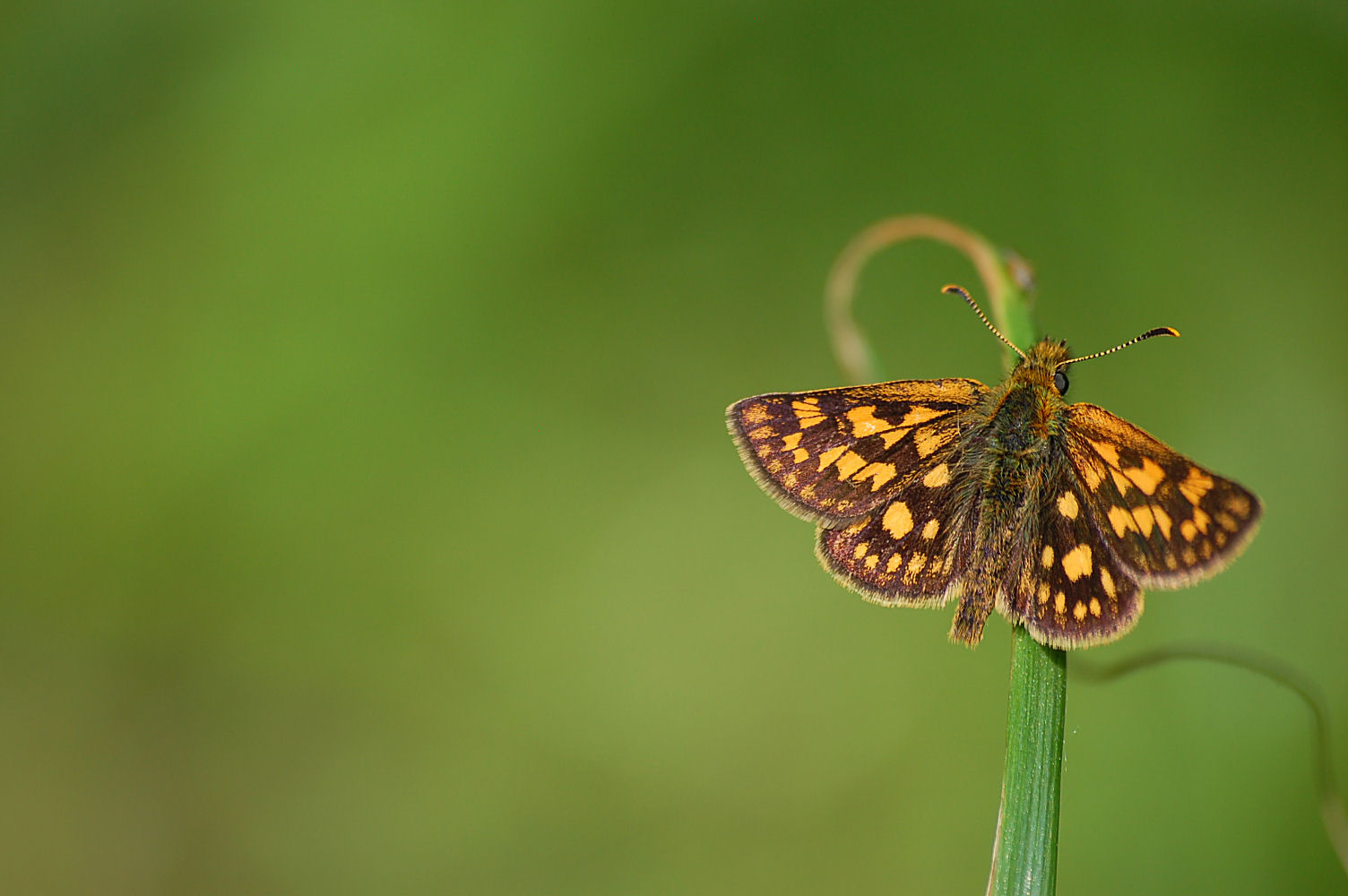
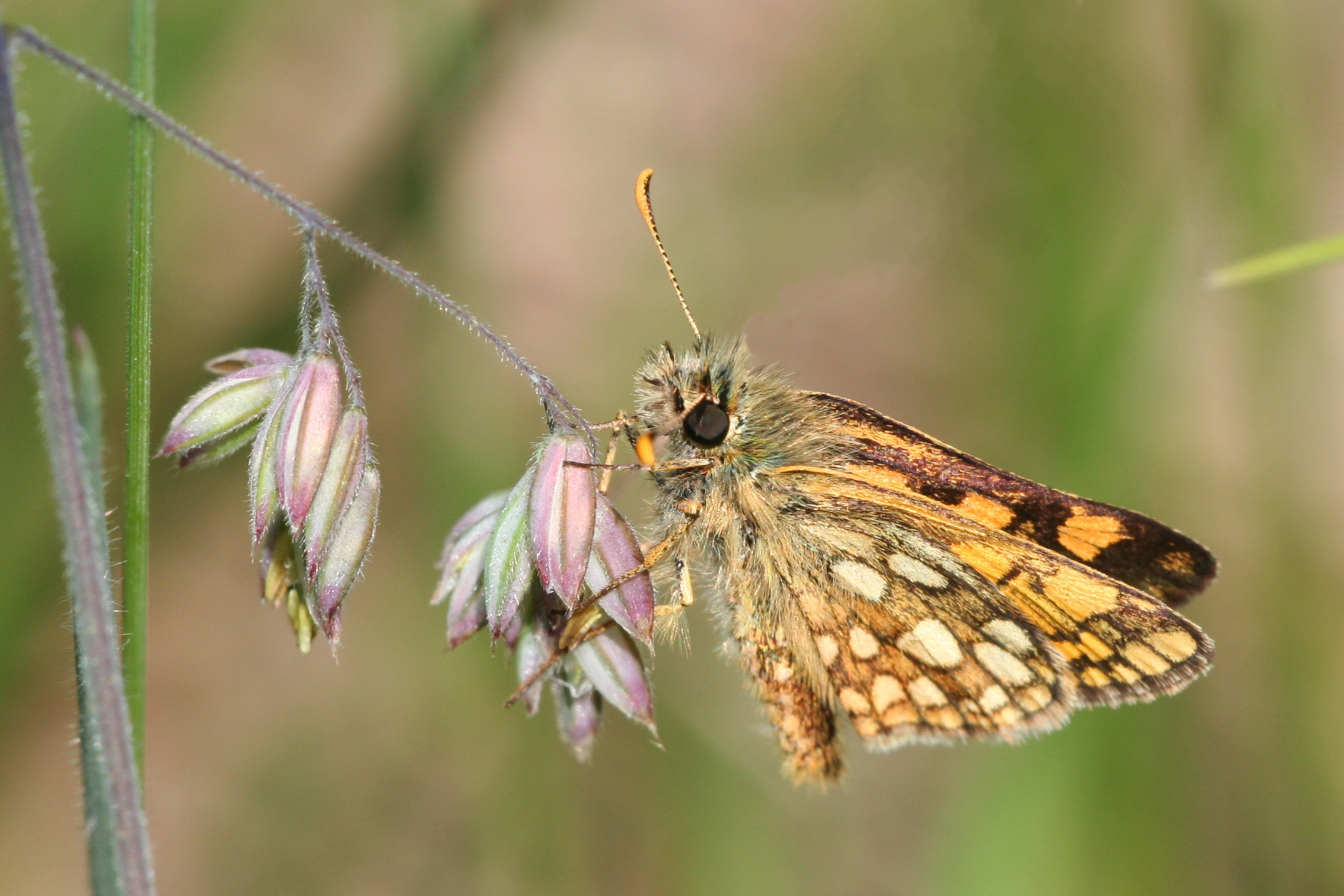
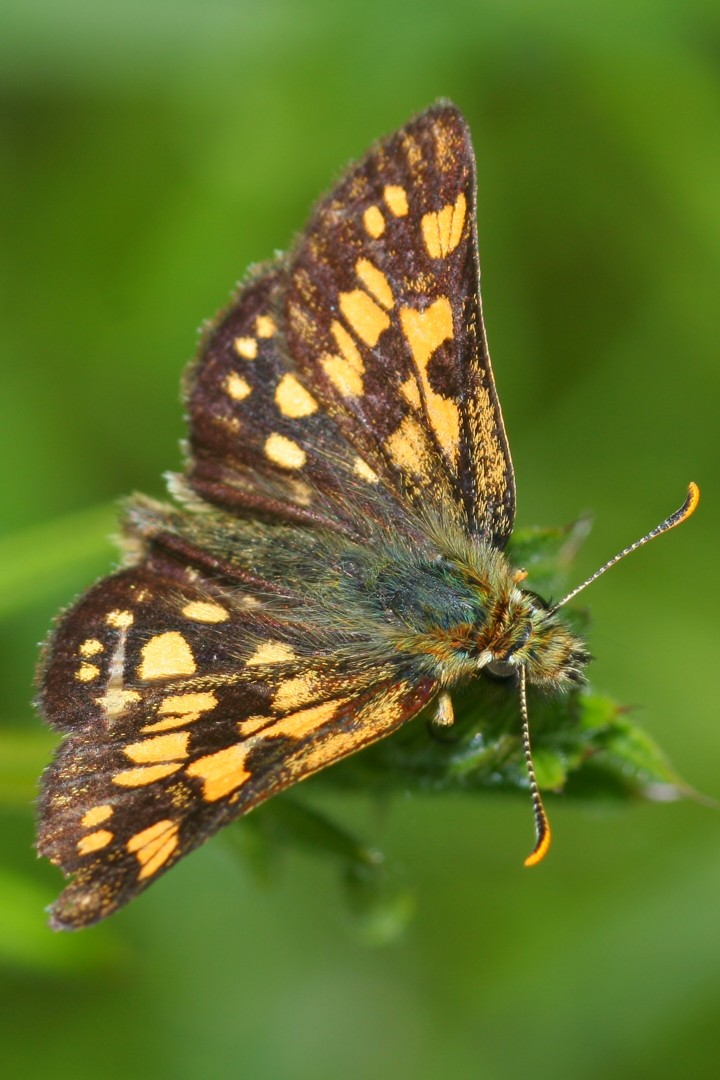
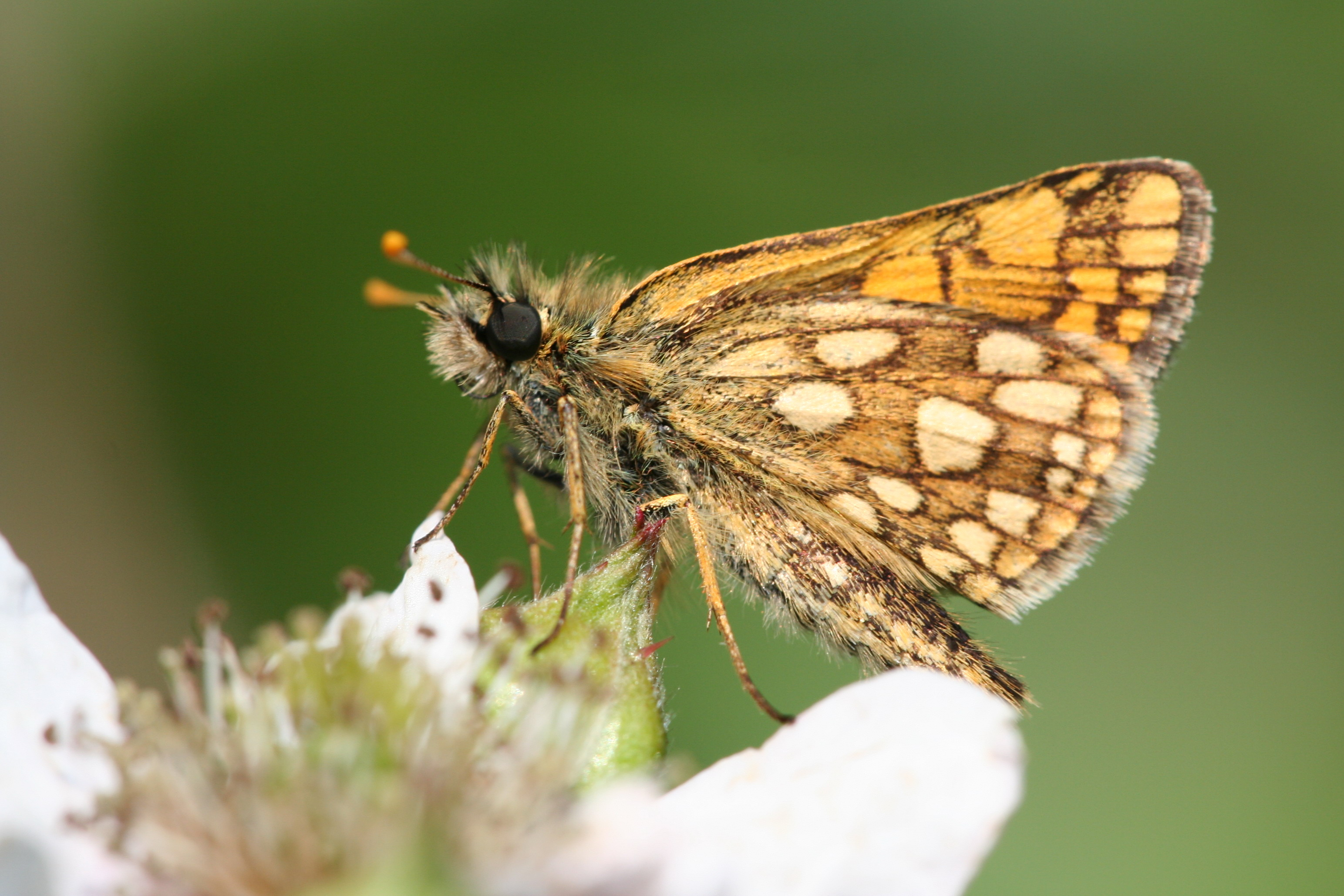
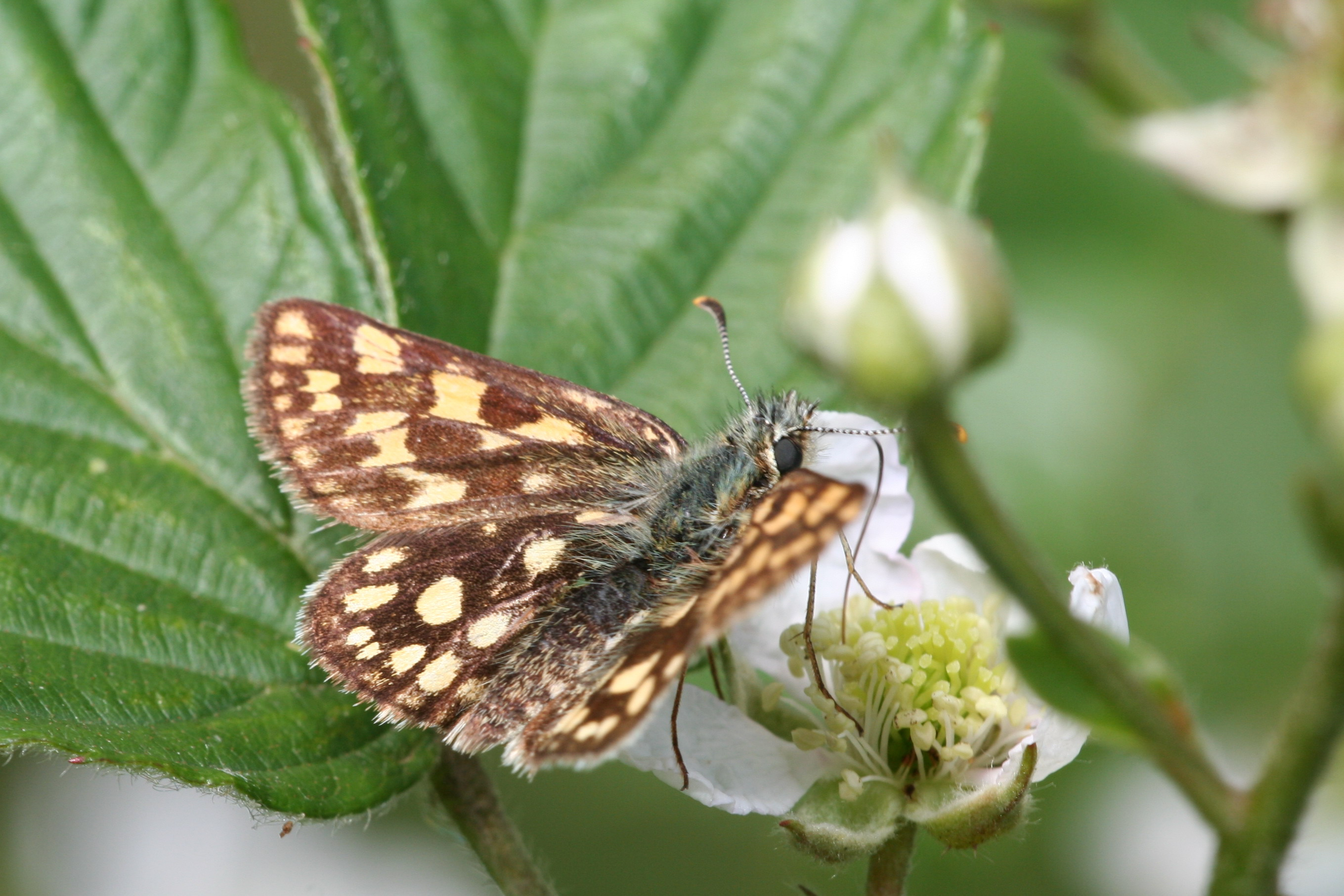
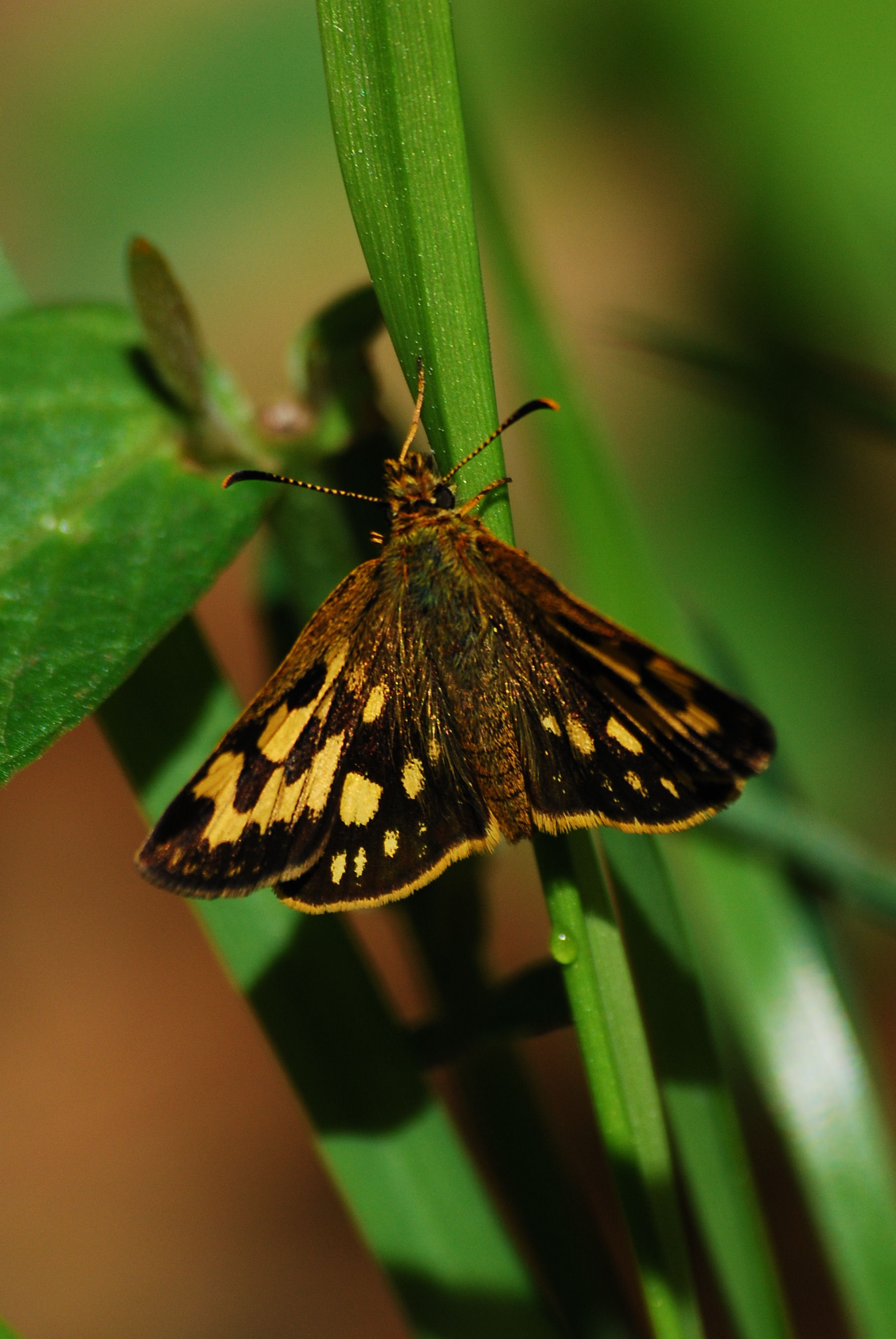